# Campo Gallo
Campo Gallo är en kommunhuvudort i Argentina.   Den ligger i provinsen Santiago del Estero, i den norra delen av landet, 1 000 km norr om huvudstaden Buenos Aires. Campo Gallo ligger 194 meter över havet och antalet invånare är 5 455.
Terrängen runt Campo Gallo är mycket platt. Trakten runt Campo Gallo är nära nog obefolkad, med mindre än två invånare per kvadratkilometer.. Det finns inga andra samhällen i närheten.
I omgivningarna runt Campo Gallo växer i huvudsak lövfällande lövskog.